# Hul (Pays-Bas)

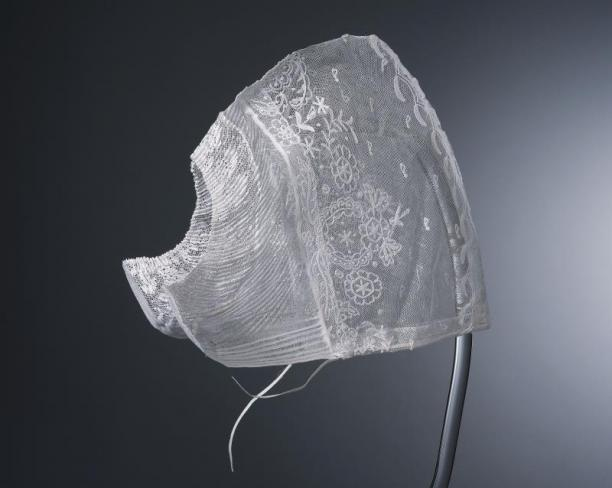
Hul de Volendam antérieure à 1940.

Un hul est une coiffe qui fait partie du costume traditionnel néerlandais, particulièrement à Volendam, Katwijk, Urk et Spakenburg.

## Galerie
- Reportage du Polygoojournaal (nl) en 1950 sur la fabrication du hul

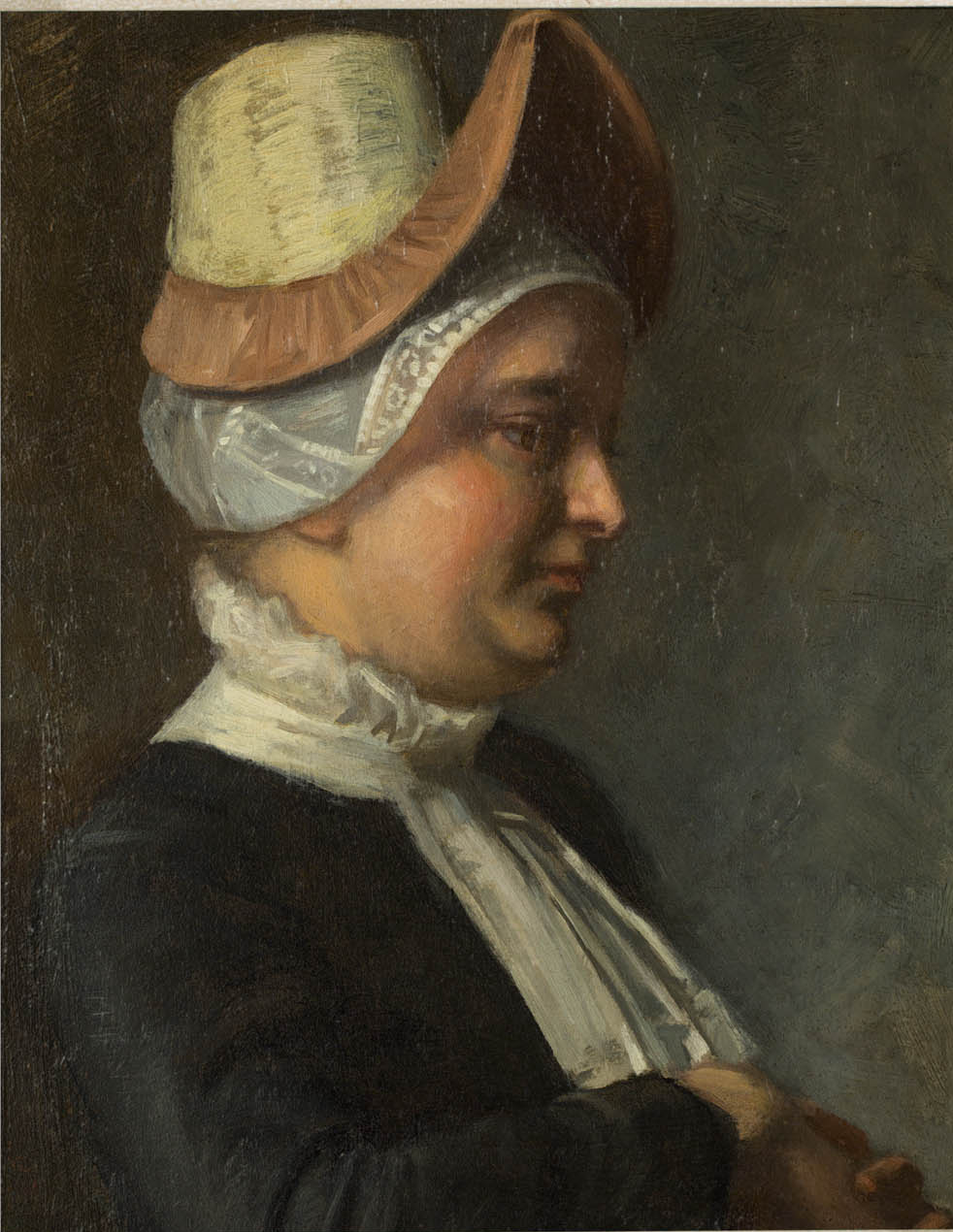
Femme de Frise-Occidentale en costume traditionnel. Peinture d'August Allebé.